# Palazzo Vecchio
El Palazzo Vecchio (traducido al español, Palacio Viejo) se encuentra en la Plaza de la Señoría, en Florencia, Italia. Alberga oficinas del Ayuntamiento de la ciudad (Comune di Firenze) si bien las principales salas están abiertas al público como museo donde pueden verse murales y cuadros de artistas célebres de la escuela florentina como Domenico Ghirlandaio, Bronzino y Giorgio Vasari, entre otros.
Llamado en origen Palazzo dei Priori o Palagio Novo, se cambió el nombre por el de "Palacio de la Señoría", el organismo principal de la República florentina, en el siglo XV. Después se conoció como "Palacio Ducal", al establecer allí su residencia Cosme I de Médici en 1540. Después, en 1565, empezaría a llamarse Palazzo Vecchio al haberse mudado Cosme al Palacio Pitti.
La primera construcción se atribuye a Arnolfo di Cambio, que la inició en 1299 incorporando la antigua torre de Foraboschi en la fachada. Tras la muerte de Arnolfo, en 1302, el palacio fue terminado por otros artistas, en 1314. La forma exterior del edificio es la de un paralelepípedo, y en la fachada principal se encuentra la Torre de Arnolfo, uno de los emblemas de la ciudad. En 1400 la torre y el jardín interior tuvieron que ser reconstruidos, ya que corrían peligro de derrumbarse.
Entre sus estancias más importantes, sobresale el Salón de los Quinientos, cuya decoración mural se encomendó a Leonardo da Vinci (La batalla de Anghiari) y a Miguel Ángel (La batalla de Cascina). Lamentablemente, ninguna de ellas se terminó, y las paredes fueron cubiertas por otros frescos en la decoración posterior de Giorgio Vasari.

## Historia

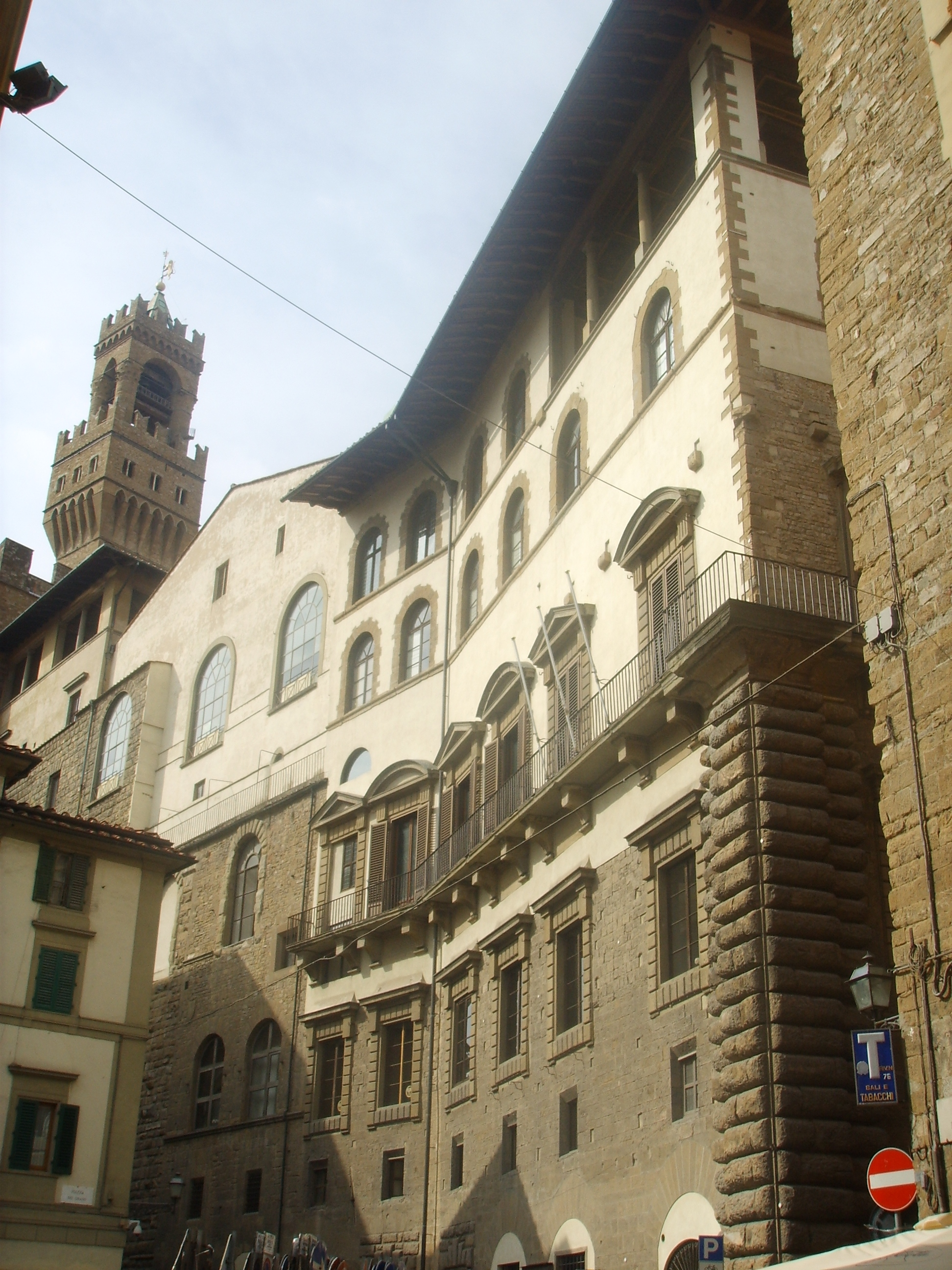
La parte posterior del palacio muestra perfectamente la sucesión de ampliaciones realizadas durante siglos; En la esquina superior la Terraza de Saturno.

### Precedentes
En la antigua ciudad romana de Florentia este era el punto donde se ubicaba el antiguo teatro romano, cuya platea se extendía sobre la Piazza della Signoria y la escena donde hoy se encuentra la Via dei Leoni.
En las excavaciones iniciadas en el año 2000 han sido intervenidas una serie de estancias en los subterráneos del palacio, respetando los cimientos del edificio, que han sacado a la luz varios restos de distintas épocas. Entre los más interesantes hay tres salas, accesibles al público desde 2008, donde han sido encontradas trazas de los antiguos pavimentos del palco del teatro con un trozo de columna de la escena. En excavaciones posteriores se han encontrado pozos, monedas, joyas, ánforas y hasta el esqueleto de un niño que aún se encuentra bajo estudio, que debería pertenecer al siglo I d. C.
En la Alta Edad Media la zona estaba densamente edificada con casas y casas-torre muy similares las que aún hoy podemos encontrar en los bloques de edificios cercanos a la via della Condotta.

### El nuevo Palacio de los Priores
Al final del siglo XIII la ciudad de Florencia decide construir un edificio para procurar a los magistrados o priores una eficaz protección en aquellos tiempos turbulentos y al mismo tiempo celebrar la importancia de su gobierno. Esta primera construcción fue encargada a Arnolfo di Cambio, constructor también del Duomo de Florencia y la Basílica di Santa Croce, empezando a construirla en el 1299. El palacio, en aquellos tiempos llamado Palacio de los Priores, estuvo construido sobre las estructuras de otros palacios: el Palazzo dei Fanti y el Palazzo dell'essecuttore di Giustizia perteneciente a la familia guibelina de los Uberti. Arnolfo incorporó la antigua Torre della Vaca, utilizándola como parte baja de la torre actual. Esta es la razón por la cual, aprovechando esta estructura anterior, la torre rectangular no es el centro del edificio. Después de la muerte de Arnolfo en 1302 las obras se concluyeron de mano de otros maestros en el 1314. En esta primera construcción, las arcadas del antiguo teatro romano fueron utilizadas como prisiones.
En el 26 de marzo de 1302 (inicio del año según el calendario florentino) el Palacio se convertirá en sede de la Signoria (señoría) y emplazamiento del consejo ciudadano presidido por los priores y por el confaloniero de justicia, una figura a medio camino entre un alcalde y un jefe de gobierno pero con un mandato de tiempo muy reducido. La primera fase constructiva se concluirá en el 1315.
El palacio actual es fruto de otras construcciones y ampliaciones sucesivas completadas entre el siglo XIII y el siglo XVI. El duque de Atenas Gualterio VI de Brienne inició las primeras modificaciones en el período (1342-1343), agrandándolo sobre via della Ninna y otorgándole el aspecto de una fortaleza. Otras modificaciones importantes se hicieron en el periodo 1440-1460 bajo las órdenes de Cosme "el Viejo" con la introducción de decoración renacentista en la Salón de los Doscientos y el Patio del Michelozzo. Sin embargo el primer Salón de los Quinientos fue construido en 1494 durante la república de Savonarola.

### La residencia del Duque

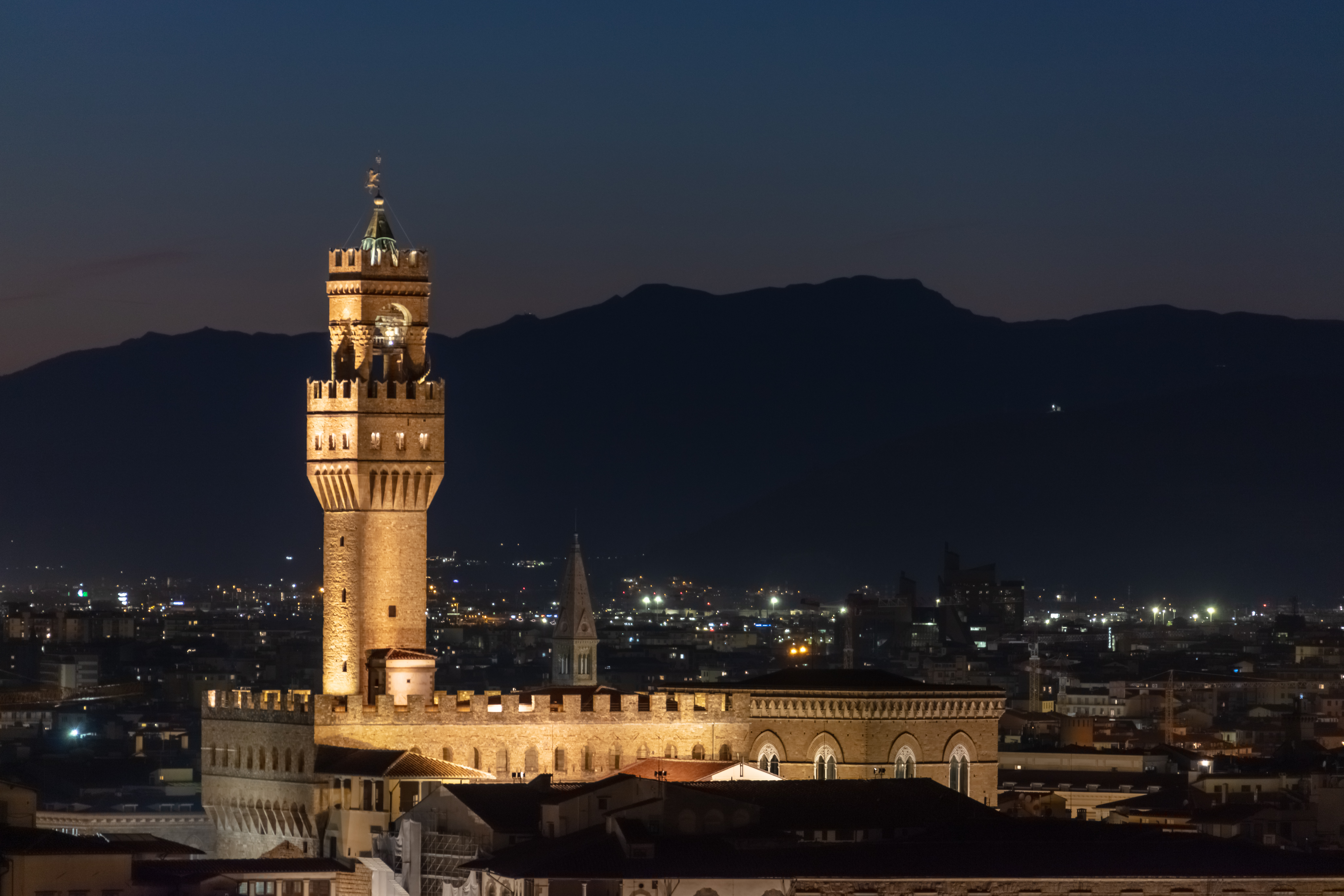
Vista nocturna.

Entre 1540 y 1565 fue la residencia del duque Cosme I de Médici, el cual encargó al artista Battista del Tasso la ampliación del palacio, creando una nueva serie de apartamentos donde poder alojar a la corte, a los huéspedes y a la propia familia. La reestructuración de parte del palacio y la compleja decoración de sus salas, incluyendo el Salón de los Quinientos fue encargada al polifacético artista (pintor, escritor, arquitecto e intelectual) Giorgio Vasari. En esta reforma participaron otros artistas como Baccio Bandinelli, Stradano o Salviati, entre otros, a quienes supuso una buena oportunidad de formación. Con estas ampliaciones el palacio duplicó su volumen, quedando finalizada la parte posterior a finales del siglo XVI.
El nombre de Palacio Viejo fue adoptado oficialmente cuando el duque Cosme I y su esposa Leonor Álvarez de Toledo se trasladaron a su nueva residencia, el Palacio Pitti en el 1565. La Plaza de la Señoría siguió manteniendo su nombre pese a los sucesivos cambios de gobierno. En ese momento se encargó a Vasari la creación de un corredor, llamado Corredor Vasariano que unía los tres edificios más importantes para el gobierno de Florencia: el Palazzo Vecchio, los Ufizzi y el Palacio Pitti. Este corredor discurría casi durante un kilómetro por encima de la ciudad, pasando por el famoso Ponte Vecchio. La administración de la ciudad se trasladó por su parte a los Ufizzi (oficinas).

### Historia Contemporánea
El palacio ganó nueva importancia cuando se convirtió en sede del gobierno en el periodo del 1865-1871, cuando Florencia se convierte en capital del Reino de Italia. Aunque la gran parte del palacio es hoy en día un museo dedicado a la propia historia y obras del propio palacio, aún se mantiene como sede del poder toscano, albergando el Comune di Firenze (Ayuntamiento) y las oficinas del alcalde (Il sindaco).

## El exterior del Palacio

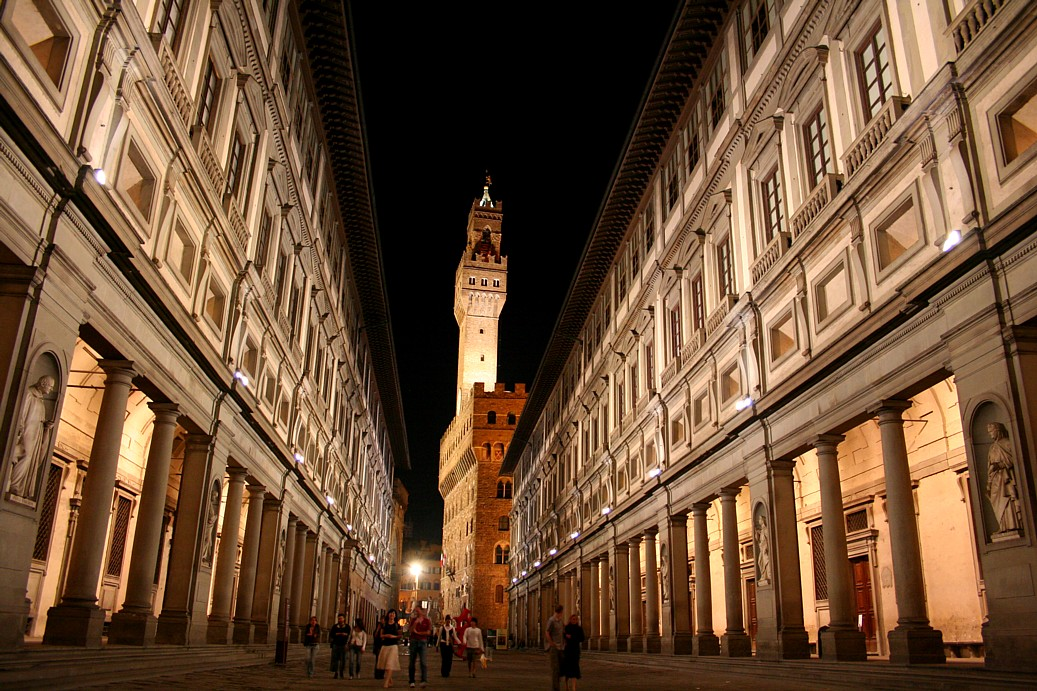
Palazzo Vecchio desde la Galería de los Uffizi

La fachada principal da la impresión de solidez gracias al acabado del muro en forma de almohadillado en pietra forte, típica de la región. Está dividida en tres niveles principales de cornisas que sustentan dos filas de ventanas neo-góticas en mármol, decoradas con arcos trilobulados, que se colocaron en el siglo XVIII en sustitución de las originales.
La parte antigua, coronada por un balcón corrido sostenido por pequeños pilares y arcos, se caracteriza por los merletes de tipo guelfo (cuadrados), mientras que la Torre de Arnolfo tiene unos merletes de tipo gibelino (un pico invertido llamado "Cola de golondrina"). Cada uno de los pilares estaba decorado con cabezas esculpidas, humanas y animales, de las cuales aún se conservan algunos ejemplos en bronce. Mientras entre los pilares se encuentran los emblemas de las familias señoriales de la ciudad, entre los arcos que sostienen la estructura saliente se diseñaron troneras para la defensa del palacio, por los cuales se lanzaba agua caliente y piedras. El David, obra de Miguel Ángel, que estaba colocado debajo de uno de estos agujeros, fue dañado en uno de los ataques al caerle una piedra sobre un brazo.
Las cuatro esquinas del balcón corrido estaban rematadas por cuatro leones Marzocco, símbolo de la ciudad, tallados en piedra. Desde esta ronda de guardia, se puede acceder a la Torre de Arnolfo, que cuenta con una altura de 95 metros. Esta no solo servía para vigilar los exteriores de la ciudad sino que también sirvió como prisión para reos importantes como el propio Savonarola o Cosme el Viejo. En lo alto de la torre, un león marzocco de bronce culmina la parte más elevada del palacio, haciendo a la vez de estandarte y de veleta. Vulgarmente se decía que: "Cuando el león mea sobre el Arno llueve en Florencia".

### Arengario y entrada

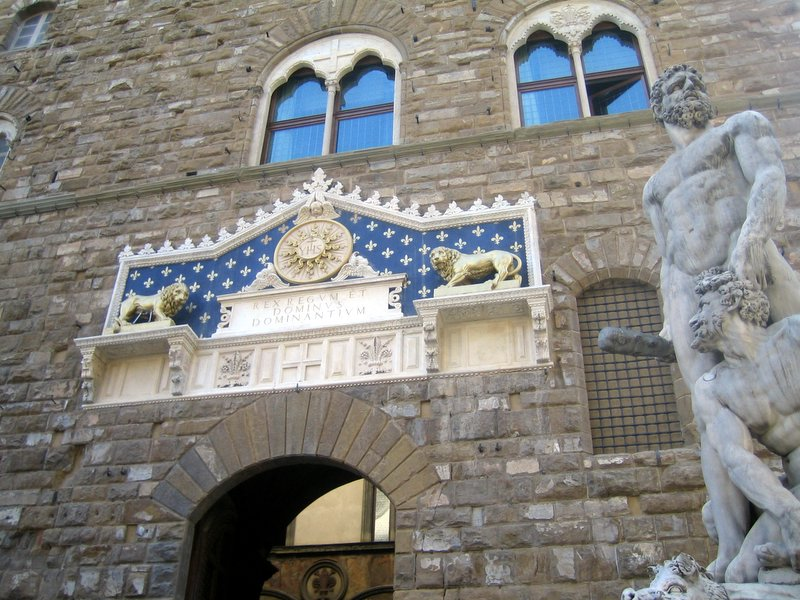
La entrada principal con el frontispicio.

La peana elevada delante del Palacio es el llamado arengario, zona donde se hacían las arengas públicas, que fue eliminada durante las restauraciones del siglo XIX de mano de Giuseppe Del Rosso. Desde este lugar los priores asistían a las ceremonias ciudadanas que se realizaban en la Plaza de la Señoría. Durante el gobierno del Duque de Atenas (1342-1343) se añadieron al arengario dos antepuertas y otros elementos. Al final del Quattrocento fue decorado con esculturas que aún se pueden admirar (la mayoría de ellas son réplicas de las originales). Las más antiguas son El Marzocco y Judith y Holofernes (1455-1460), ambas de Donatello; han sido sustituidas por copias para preservarlas (el Marzocco se encuentra en el Museo del Bargello, mientras que Judith se guarda dentro del Palacio, concretamente en la Sala de los Lirios).
El David de Miguel Ángel fue colocado en la plaza en el 1504, al año de su finalización, mediante un entramado y delicado ingenio del artista que permitía transportar la pesada estatua sin que esta tocara el propio carro que la llevaba, debido al grave peligro de fracturarla. En el 1873 se trasladó a la Galería de la Academia, donde se expone actualmente, siendo sustituido por una copia en 1910. Junto a esta está el grupo Hércules y Caco de Baccio Bandinelli, obra muy criticada por los florentinos por encontrarse al lado de la obra maestra de Miguel Ángel, con la que Bandinelli pretendió rivalizar.
Delante del portal, detrás del David y del Hércules, se encuentran dos esculturas en mármol: una masculina hecha por [Vincenzo de'Rossi] y otra femenina de mano de Bandinelli, las cuales sostenían antiguamente una cadena para delimitar la zona de acceso al Palacio. Encima del portal principal se realizó un frontispicio decorativo en mármol, datado del 1528, con el monograma de Cristo Rey flanqueado por dos leones. Rodeando el monograma está escrito "Rex Regum et Dominus Dominantium" (Rey de reyes y señor de señores). Esta inscripción fue encargada por el confaloniero Niccolo Capponi en el 1511, sustituyendo una anterior inspirada por Savonarola.

### Los escudos sobre la fachada

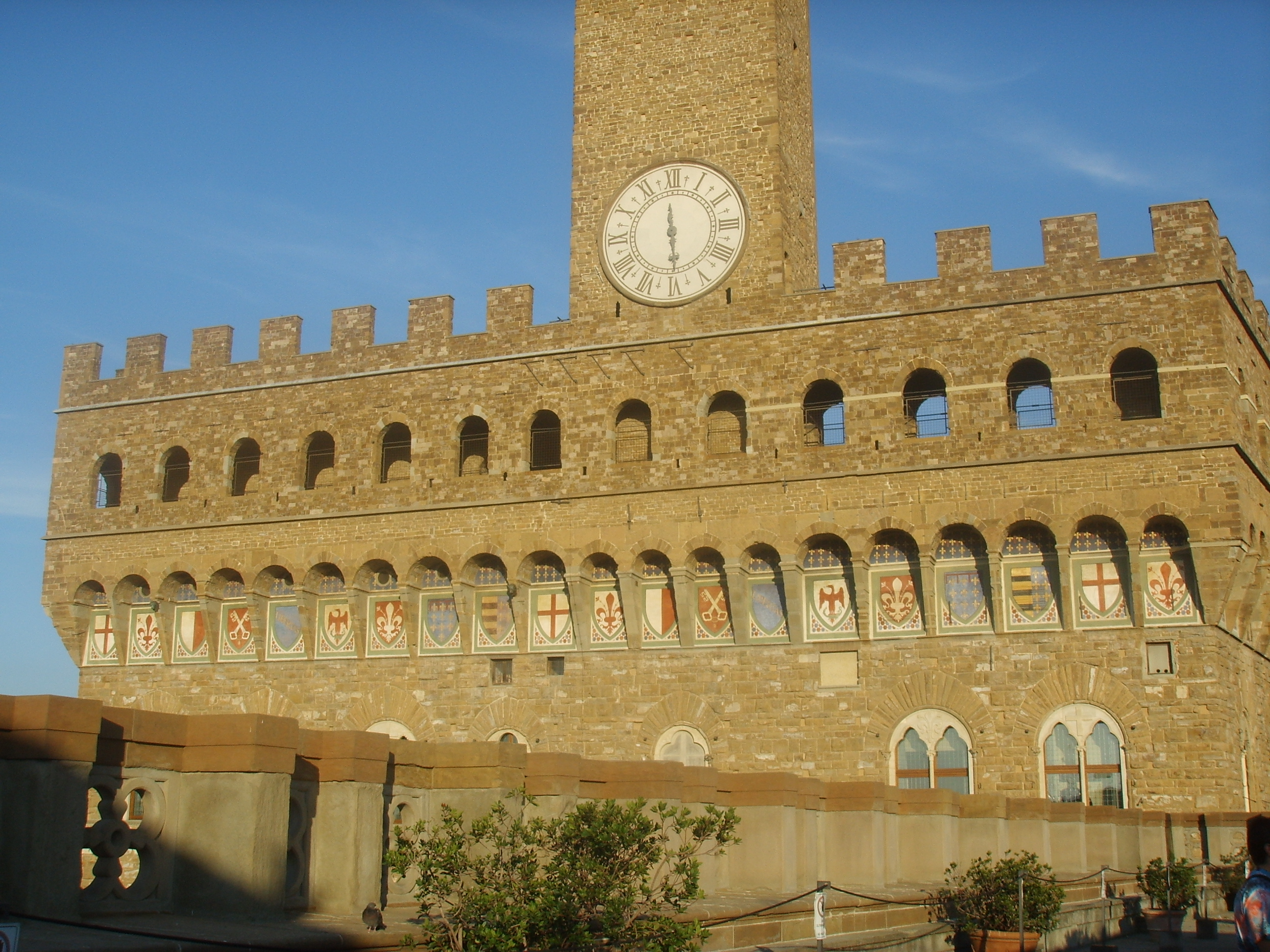
Los emblemas de la fachada vistos desde la Loggia dei Lanzi.

En 1353 fueron pintados una serie de emblemas que simbolizaban algunos aspectos particulares de la República Florentina que aún hoy nos dan a entender, en cierto sentido, la situación política de la época. La serie de nuevos emblemas se repite dos veces sobre la fachada y dos emblemas se reencuentran sobre el lado izquierdo.
El primero, que se encuentra a la izquierda, es una cruz roja sobre fondo blanco, y representa al pueblo de Florencia. Normalmente se utiliza para señalar las cosas públicas de la ciudad.
Sucesivamente se encuentra el lirio rojo florentino, también sobre fondo blanco, actual símbolo de la ciudad, adoptado de los güelfos en los tiempos de la "caza de los gibelinos" en el 1266. El emblema gibelino era al contrario: un lirio blanco sobre fondo rojo, muy representado en las zonas rurales de Florencia.
El emblema sucesivo, dividido verticalmente entre blanco y rojo, representa la relación entre Fiesole (sobre fondo blanco) y Florencia (cuyo antiguo emblema era sobre fondo rojo). Los florentinos siempre han recordado esta relación como si se tratase de una "madre e hija". El cuarto emblema son unas llaves de oro sobre fondo rojo, que representa la fidelidad hacia el papado.
El quinto simboliza la Señoría, con el escrito "Libertas" en oro sobre fondo azul, motivo de la libertad y la independencia ciudadana.
El sexto es un águila roja sobre fondo blanco que derrota a un dragón verde. Este es el emblema de la parte güelfa. Normalmente las ciudades güelfas estaban caracterizadas en la Edad Media por los colores blanco/rojo (Florencia, Lucca, Pistoia...), mientras que en las gibelinas generalmente se presentaban los colores blanco/negro (Siena y Arezzo).
Después, el ya citado lirio blanco sobre fondo rojo, antiguo símbolo gibelino de la ciudad, encontramos el emblema del rey de Francia y los tres lirios dorados sobre fondo azul de Carlos y Roberto de Anjou, primer jefe extranjero de la ciudad.
Por último está el emblema, partido en franjas negras/oro y lirios de oro sobre fondo azul, el arma de Luis de Anjou.

### La Torre de Arnolfo

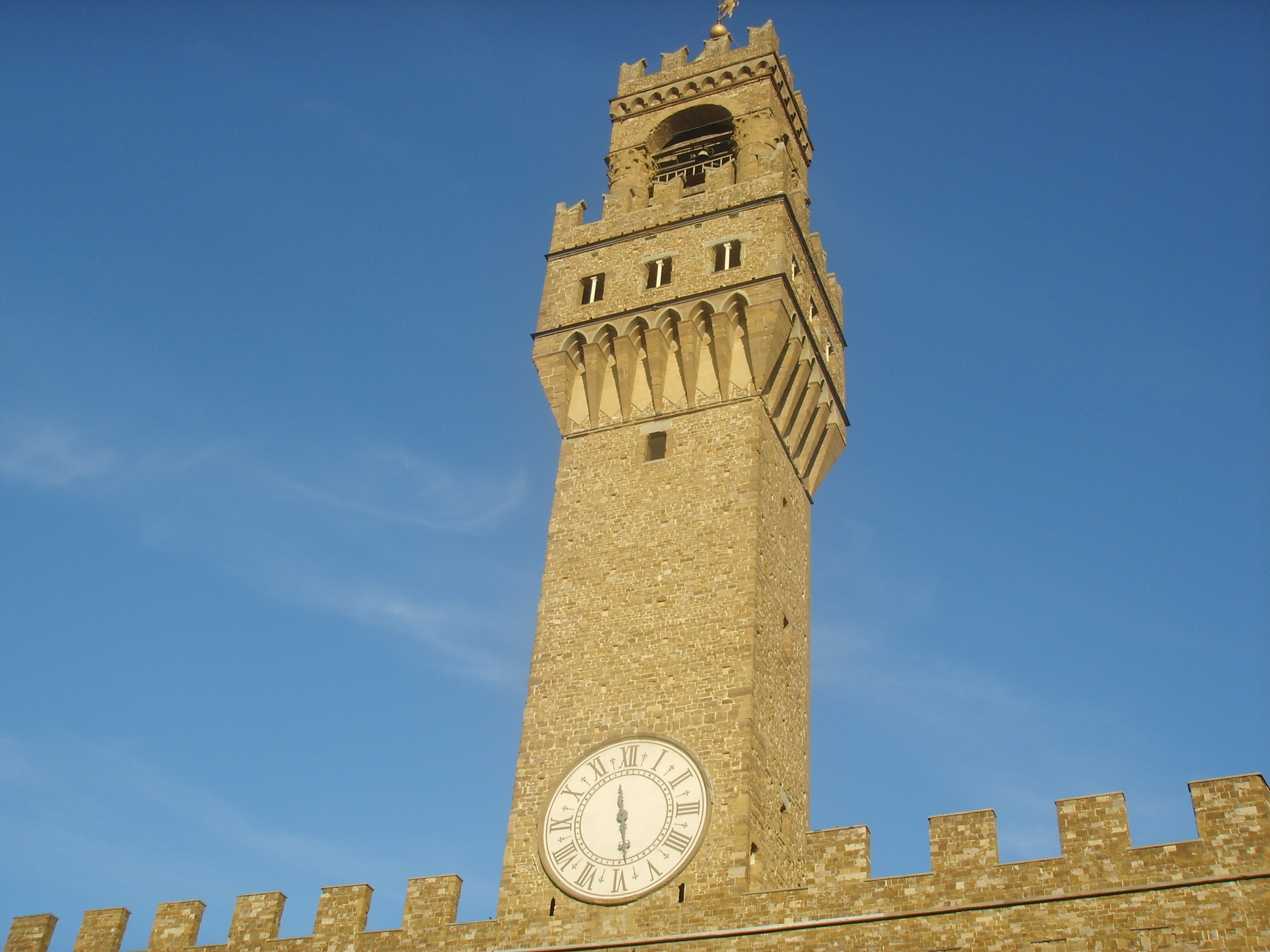
La Torre de Arnolfo.

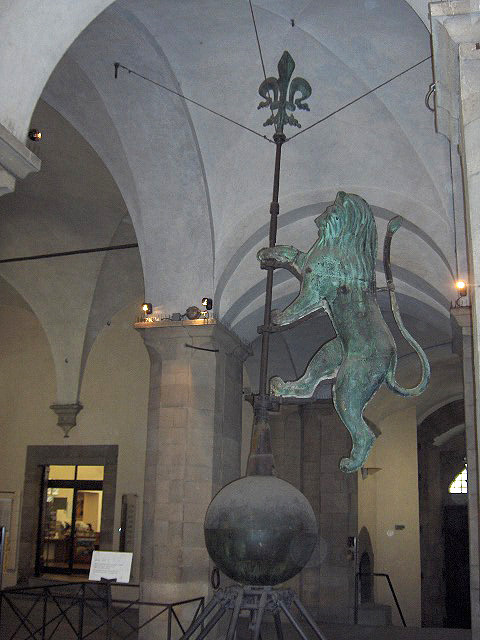
La veleta original

La torre del Palacio fue construida en torno a 1310, cuando el cuerpo del edificio estaba casi terminado.
De una altura cercana a los 94 metros, la torre no está alineada respecto a la fachada, sino descentrada sobre el lado sur de esta (hacia la derecha para quien observa frontalmente el Palacio), porque se apoya sobre una casa-torre preexistente perteneciente a los Foraboschi llamada Torre de la Vaca. Este nombre era el que otorgaban los florentinos a la gruesa campana que sostenía.
El cuerpo de la torre presenta un pequeño vano denominado L'alberguetto, dentro del cual fueron encerrados como prisioneros, entre otros, Cosme el Viejo antes de ser condenado al exilio en 1433 y Girolamo Savonarola antes de ser ajusticiado y quemado en la Plaza de la Señoría el 23 de mayo de 1498. El baluarte del campanario, rodeado de merletes gibelinos, está sostenido por ménsulas con arcos ojivales sobre los cuales se apoya una vuelta con arcos soportados por cuatro columnas macizas con capiteles decorados con hojas. En el campanario fueron colocadas tres campanas:
- La Martinella, que llama a los florentinos a resguardarse.
- La campana del mediodía.
- La campana de los repiques, la más grande de las tres.

En torno a una de las columnas se puede ver la pequeña escalera de caracol que permite subir a la  parte superior del campanario. En la parte más alta se encuentra una gran veleta (cerca de tres metros de altura) con la forma del Marzocco rampante y sosteniendo un bastón coronado por un lirio. Actualmente la veleta que se expone en la cima de la torre es una copia, pudiéndose admirar el original delante del Salón de los Quinientos.
El gran reloj ubicado a la mitad de la torre fue construido del florentino Nicolò Bernardo, pero remplazado en el 1667 por otro, realizado por Giorgio Lederle di Augusta y montado por Vincenzo Viviani. Aún hoy sigue funcionando.

### La Puerta de tramontana
La "Puerta de tramontana", llamada así por su ubicación hacia el norte, donde sopla el viento de tramontana, es la segunda entrada monumental del Palacio original. Se caracteriza por tener un tímpano con dos nichos los cuales estuvieron ocupados por dos esculturas del León Marzocco. Desde esta se puede acceder a la Sala de armas, hoy usada solo para muestras contemporáneas y distintos eventos.

### Puerta de la Aduana
La puerta ubicada en la parte norte del palacio, cerca de la "Via dei Gondi", tiene sobre su portal, además de los habituales escudos esculpidos en representación de Florencia y del pueblo, una puerta fortificada con incrustaciones de mármol policromado, emblema de la aduana. Desde esta puerta se accedía, de hecho, a las oficinas de la aduana, que tenía sus almacenes en los niveles subterráneos del Palacio. De esta función deriva el nombre del actual "Patio de la Aduana".

### Otras puertas
Sobre el lado de la Via dei Leoni hay un gran portal realizado durante las últimas ampliaciones del Palacio (1549-1596).
Este presenta un aspecto rústico y un gran emblema mediceo. La pequeña puerta situada en la Via della Ninna se remonta a la época del Duque de Atenas, que la mandó construir como vía de escape junto con una escalera secreta, que partía desde sus apartamentos, y que efectivamente le ayudó en la época de su precipitada fuga de la ciudad.

## El interior: murales y demás obras de arte

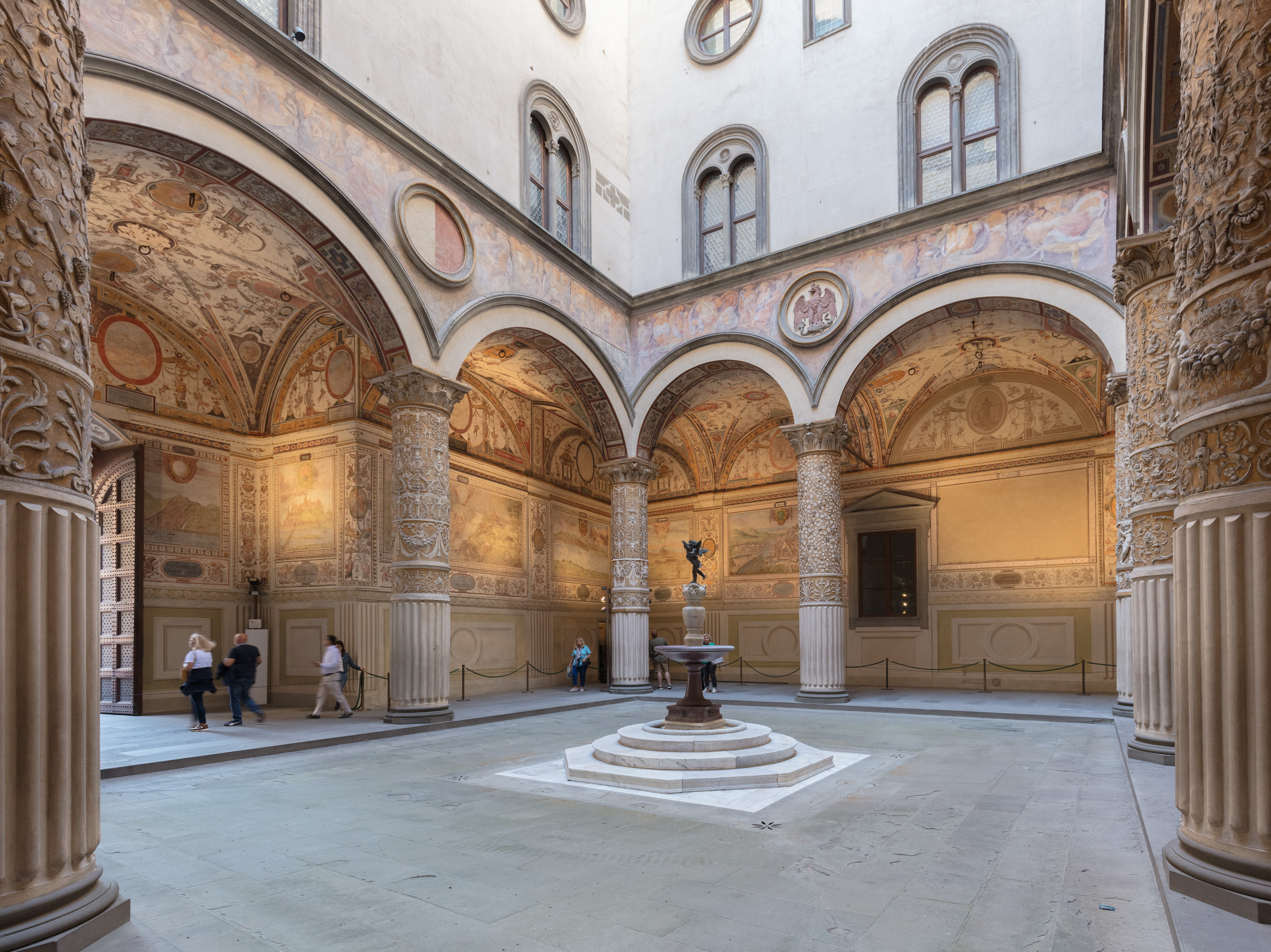
Patio interior.

Los interiores del Palazzo albergan una apabullante acumulación de arte, tanto por la decoración de paredes y techos, como por los múltiples cuadros, esculturas, muebles y demás enseres que jalonan las salas. 
El Salón del Cinquecento (o de los Quinientos) está decorado con murales de Giorgio Vasari y sus ayudantes, mientras que la Capilla de Leonor de Toledo fue decorada al fresco por Bronzino; a destacar la escena de El paso del Mar Rojo. La llamada Sala Verde tiene el techo decorado con pinturas de Ridolfo del Ghirlandaio. También se guardan tapices diseñados por Stradanus, quien igualmente decoró el Comedor con la pintura La coronación de Esther. La Sala de Audiencias cuenta con murales sobre el general de la antigua Roma Marco Furio Camilo pintados por Francesco Salviati.
Entre los cuadros más importantes del edificio, destacan retratos de Cosme I y Leonor de Toledo pintados por Alessandro Allori, así como varios del Legado Loeser, donado por disposición testamentaria del historiador y coleccionista estadounidense Charles Loeser (1864-1928). Mientras que varios cuadros de Cézanne los entregó al Fogg Art Museum de Harvard, Loeser dejó dispuesto que una treintena de obras de arte y mobiliario pasase a manos del ayuntamiento de Florencia. Entre estas piezas destacan el Retrato de Laura Battiferri (esposa de Bartolomeo Ammanati) pintado por Bronzino, una Madonna de Jacopo del Sellaio y otra de Pietro Lorenzetti. Pero para el público interesado en el arte español, la pieza más relevante es un tondo de La Virgen con el Niño y san Juanito pintado por Alonso Berruguete, rarísimo y temprano ejemplo de la inmersión de este artista en el naciente Manierismo florentino.

### Salone dei Cinquecento

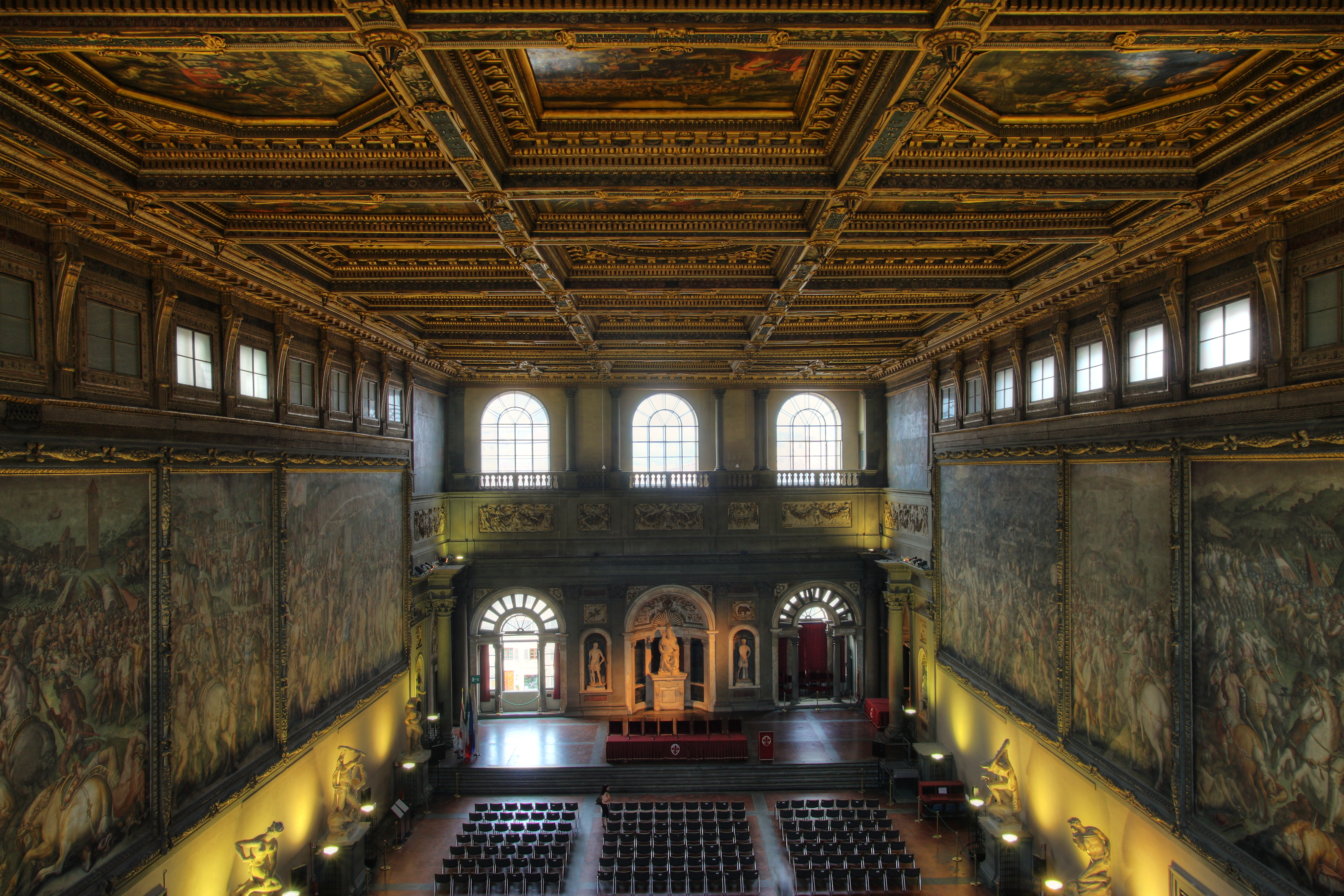
Salone dei Cinquecento

La cámara más importante tiene una longitud de 52 metros y 23 metros de ancho. Fue construida en 1494 por Simone del Pollaiolo, por orden de Savonarola quien, reemplazando los Medici después del exilio del líder espiritual de la República, quería una sede para el Gran Consejo (Consiglio Maggiore) formado por 500 miembros.
Después de que el salón fuera alargado por Giorgio Vasari el Gran Duque Cosimo I pudo finalmente reunir a su corte en esta cámara. Durante la transformación se perdieron unos famosos trabajos, aunque inacabados, incluyendo la Batalla de Cascina de Miguel Ángel, y la Batalla de Anghiari de Leonardo da Vinci. A Leonardo se le encargó en 1503 la pintura en un gran muro de una famosa victoria en batalla de los florentinos. El pintor siempre estaba probando nuevos métodos y materiales y decidió mezclar cera junto a los pigmentos. Da Vinci terminó parte del muro, pero no secaba lo suficientemente rápido, por lo que trajo braseros de carbón para intentar acelerar el proceso. El resultado fue que la cera del fresco empezó a fundirse por el calor y los colores fueron corriéndose hacia el suelo. La leyenda dice que Giorgio Vasari, en un intento de preservar la obra, construyó un muro encima de la obra de Da Vinci. Los intentos de recuperar el trabajo de Da Vinci han sido de momento inconcluyentes.

Miguel Ángel ni siquiera pudo terminar los dibujos preparatorios para el fresco que iba a pintar en el muro opuesto. El papa Julio II lo convocó en Roma para pintar la Capilla Sixtina, y los bocetos del maestro fueron destruidos por artistas jóvenes enfadados que entraron en su estudio para robar restos. Las decoraciones que han sobrevivido en el salón fueron realizadas entre 1555 y 1572 por Giorgio Vasari y sus ayudantes, entre ellos Livio Agresti de Forlì. Ellos marcaron la culminación del manierismo e hicieron del salón la obra maestra del palacio.

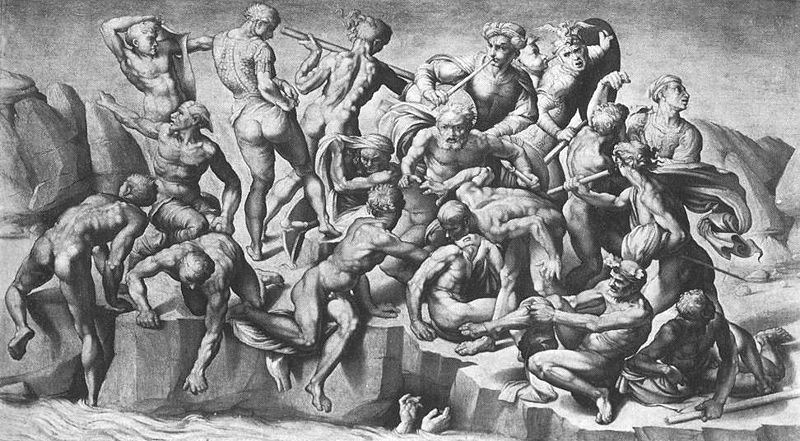
Boceto de la Batalla de Cascina por Michelangelo, fresco perdido del muro occidental
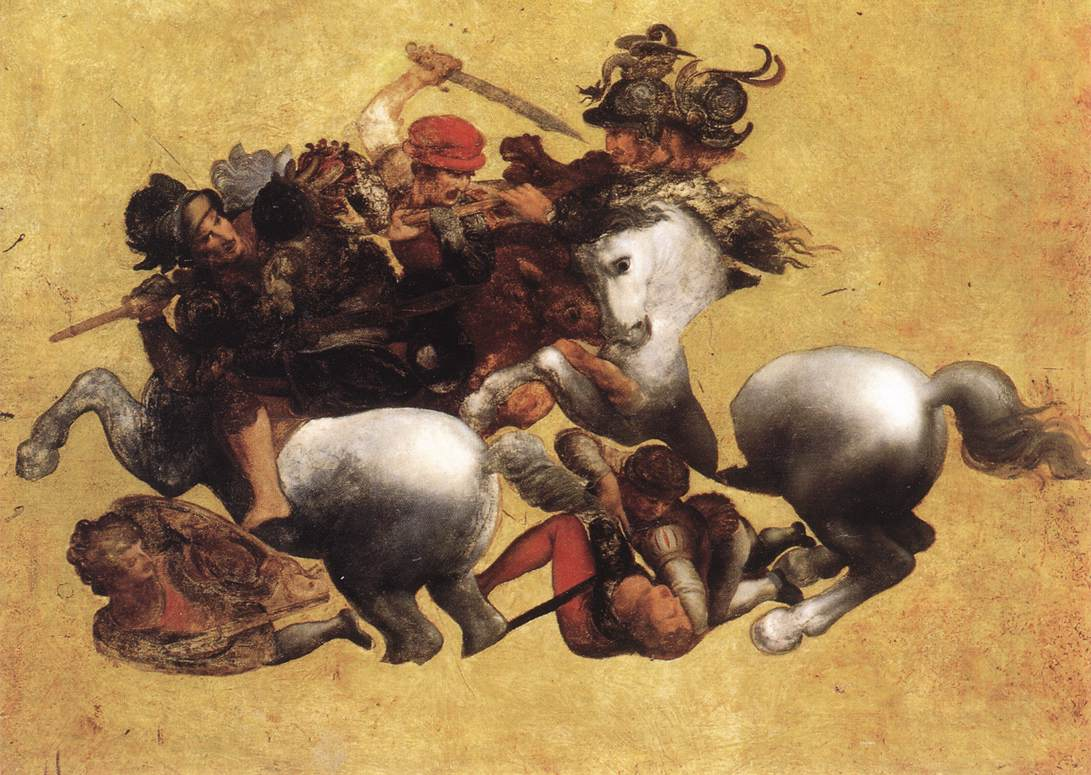
Posible copia del fresco original de Da Vinci en el muro este.
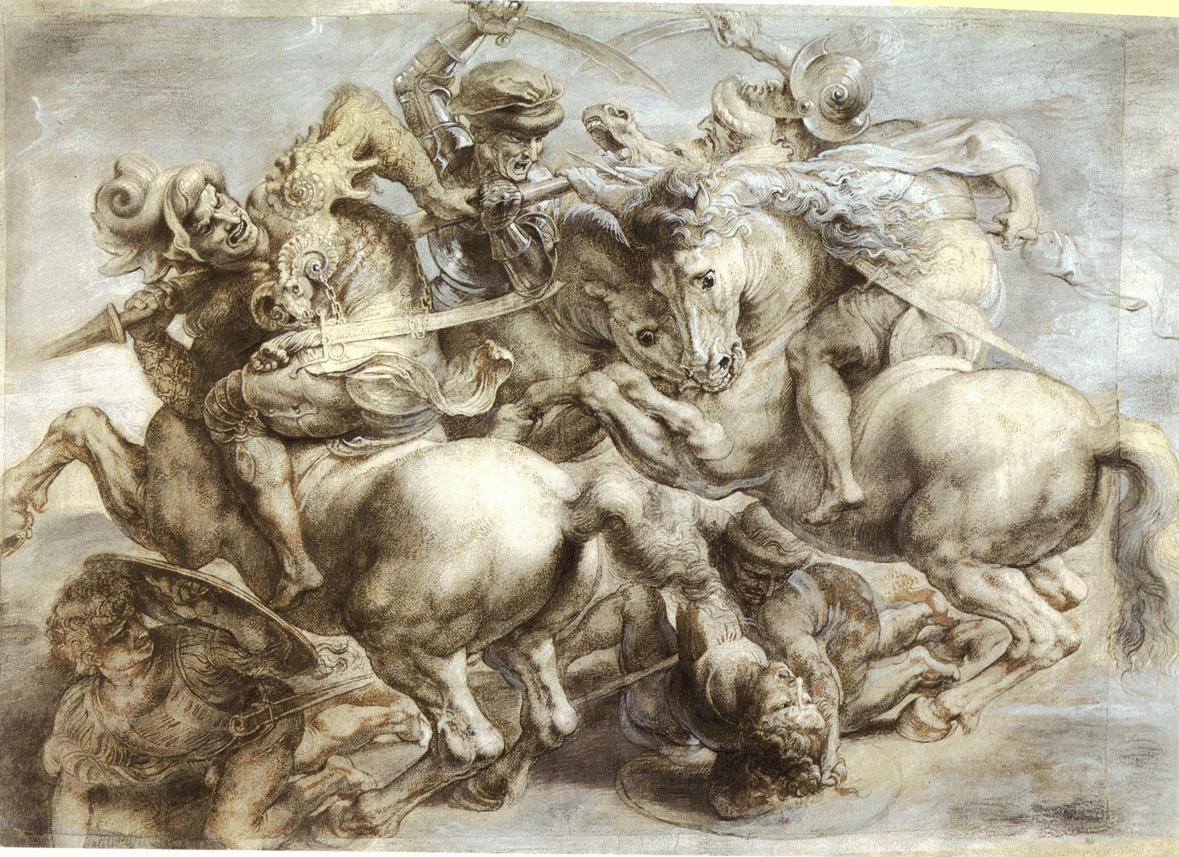
Copia de Peter Paul Rubens de la obra de Da Vinci, la Batalla de Anghiari

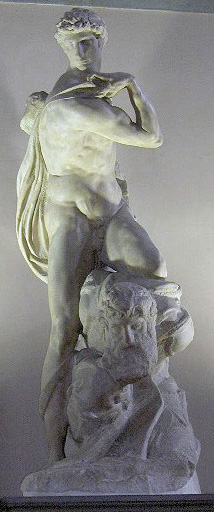
Genio della Vittoria por Miguel Ángel, en el nicho central al sur.

En los muros hay enormes frescos que describen batallas y victorias militares importantes de Florencia sobre Pisa y Siena:
- La toma de Siena
- La conquista de Porto Ercole
- La victoria de Cosimo I en el Campo del Valle de Chiana
- Derrota de los pisanos en la Torre de San Vincenzo
- Maximiliano de Austria intenta conquistar el Leghorn
- Pisa atacada por las tropas florentinas

El techo lo conforman 39 paneles que también fueron construidos y pintados por Vasari y sus asistentes, representando Grandes Episodios de la vida de Cosmo I, los barrios de la ciudad y la misma ciudad entera: Escena de su glorificación como Gran Duque de Florencia y Toscana.
En el lado norte del salón, iluminado por enormes ventanas, se eleva la escena llamada la Udienza, construida por Barolommeo Bandinelli para Cosmo I para recibir ciudadanos y embajadores. Por encima de los frescos de los eventos históricos; entre estos, se encuentra Bonifacio VIII recibiendo a los embajadores de estados extranjeros y, mirando a donde están los florentinos dice: "Vosotros los florentinos son la quintaesencia".
En los nichos hay esculturas de Bandinelli: en el centro la estatua de un sentado "Leo X" (esculpido por su alumno Vincenzo de'Rossi), y a la derecha de la estatua de "Carlos V coronado por Clemente VII". Las seis estatuas a lo largo de los muros representan las "Misiones de Hércules" por de'Rossi.
En el nicho central en el sur del salón se encuentra el famoso grupo de mármol "El Genio de la Victoria" (1533-1534), originalmente intentando para la tumba de Julio II. La estatua fue reemplazada en el salón por Vasari, pero en 1868 fue retirada al Museo Bargello, para retornar en 1921.